# Пейдж, Джеральдин
Джеральдин Сью Пейдж (англ. Geraldine  Sue Page, 22 ноября 1924 — 13 июня 1987) — американская актриса. Лауреат премии «Оскар» (при восьми номинациях), двух премий «Золотой глобус» (1962, 1963), двух премий «Эмми» (1967, 1969) и премии BAFTA (1979).

## Биография
Джеральдин Сью Пейдж родилась в Керксвилле, штат Миссури. Училась в Театральной драматической школе Гудмена в Чикаго, а также изучала актёрское мастерство у прославленной Уты Хаген в Нью-Йорке.
Её актёрский дебют состоялся в 17 лет, а в начале 1950-х годов она уже начала появляться на театральных подмостках Нью-Йорка. В 1953 году стала обладательницей Мировой театральной премии за роль в постановке «В середине лета».
В 1953 году состоялся её дебют в кино в фильме «Хондо», роль в котором принесла актрисе номинацию на премию «Оскар» за лучшую женскую роль второго плана. Однако затем она была занесена в «Чёрный список Голливуда» из-за своей связи с Утой Хаген, в связи с чем не снималась в кино почти десять лет.
В 1960 году она впервые была номинирована на премию «Тони» за роль в бродвейской постановке пьесы Теннесси Уильямса «Сладкоголосая птица юности», где главную мужскую роль исполнил Пол Ньюман. В 1963 году пьеса была экранизирована, и Пейдж, исполнив там ту же роль, в третий раз была номинирована на премию Американской киноакадемии. Ранее, во второй раз, она была номинирована на «Оскар» за роль в фильме «Лето и дым» (1961).
Последующие три десятилетия Джеральдин Пейдж продолжала много играть на Бродвее, получив ещё три номинации на «Тони»: в 1975, 1982 и 1987 годах. Несмотря на относительно небольшую фильмографию, актриса ещё четыре раза номинировалась на премию Американской киноакадемии: за роли в кинокартинах «Ты теперь большой мальчик» (1966), «Пит и Тилли» (1972), «Интерьеры» (1978) и «Крёстный отец Гринвич Виллидж» (1984). В 1986 году, до этого считавшаяся семикратной неудачницей в гонке за «Оскаром», Джеральдин Пейдж получила заветную премию Американской киноакадемии за роль миссис Кэрри Уоттс в кинокартине «Поездка в Баунтифул».
За годы своей карьеры актриса также много работала на телевидении, где исполнила роли в ряде телесериалов, среди которых «Долгое жаркое лето», «Медицинский центр», «Истории привидений» и «Бесконечная любовь». Её голосом также говорила мадам Медуза в диснеевском мультипликационном фильме «Спасатели» (1977).
С 1954 по 1957 год Пейдж была замужем за скрипачом Александром Шнайдером. В 1963 она вышла замуж за актёра Рипа Торна, который был младше её на 7 лет. У них было трое детей: дочь (актриса Анжелика Торн) и сыновья-близнецы.
Джеральдин Пейдж умерла от сердечного приступа на 63-м году жизни 13 июня 1987 года  в Нью-Йорке.

## Избранная фильмография
| Год  |    | Русское название                              | Оригинальное название                  | Роль                |
| ---- | -- | --------------------------------------------- | -------------------------------------- | ------------------- |
| 1953 | ф  | Такси                                         | Taxi                                   | Флоренс Альберт     |
| 1953 | ф  | Хондо                                         | Hondo                                  | Энджи Лоу           |
| 1961 | ф  | Лето и дым                                    | Summer and Smoke                       | Алма Уайнмиллер     |
| 1962 | ф  | Сладкоголосая птица юности                    | Sweet Bird of Youth                    | Александра Дел Лаго |
| 1963 | ф  | Игрушки на чердаке                            | Toys in the Attic                      | Кэрри Бернайрс      |
| 1964 | ф  | Дорогое сердце                                | Dear Heart                             | Иви Джексон         |
| 1966 | ф  | Ты теперь большой мальчик                     | You're a Big Boy Now                   | Марджери Шантиклер  |
| 1966 | ф  | Три сестры                                    | The Three Sisters                      | Ольга               |
| 1967 | ф  | Самый счастливый миллионер                    | The Happiest Millionaire               | Миссис Дьюк         |
| 1969 | ф  | Что случилось с тётушкой Элис?                | What Ever Happened to Aunt Alice?      | Миссис Мэрабл       |
| 1969 | ф  | Трилогия                                      | Trilogy                                | Сук                 |
| 1971 | ф  | Обманутый                                     | The Beguiled                           | Марта Фарнсворт     |
| 1972 | ф  | Пит и Тилли                                   | Pete 'n' Tillie                        | Гертруда            |
| 1975 | ф  | День саранчи                                  | The Day of the Locust                  | Большая сестра      |
| 1977 | мф | Спасатели                                     | The Rescuers                           | Мадам Медуза        |
| 1977 | ф  | Противные привычки                            | Nasty Habits                           | Сестра Валбурга     |
| 1978 | ф  | Интерьеры                                     | Interiors                              | Ив                  |
| 1984 | тф | Создатель кукол                               | Dollmaker                              | Миссис Кендрик      |
| 1984 | ф  | Крёстный отец Гринвич Виллидж                 | The Pope of Greenwich Village          | Миссис Риттер       |
| 1985 | ф  | Невеста                                       | The Bride                              | Миссис Бауманн      |
| 1985 | ф  | Стены стакана                                 | Walls of Glass                         | Мама                |
| 1985 | ф  | Белые ночи                                    | White Nights                           | Энн Уайетт          |
| 1985 | ф  | Поездка в Баунтифул                           | The Trip to Bountiful                  | миссис Кэрри Уоттс  |
| 1986 | тф | Охотник за нацистами: История Беаты Кларсфелд | Nazi Hunter: The Beate Klarsfeld Story | Итта Халаунбреннер  |
| 1985 | тф | Приключения Гекльберри Финна                  | Adventures of Huckleberry Finn         | Салли Фелпс         |
| 1986 | ф  | Родной сын                                    | Native Son                             | Пегги               |
| 1987 | ф  | Моя маленькая девочка                         | My Little Girl                         | Молли               |

## Награды и номинации
| Награда        | Год  | Категория                                                                    | Фильм/Постановка                          | Результат |
| -------------- | ---- | ---------------------------------------------------------------------------- | ----------------------------------------- | --------- |
| Оскар          | 1954 | Лучшая женская роль второго плана                                            | Хондо                                     | Номинация |
| Оскар          | 1962 | Лучшая женская роль                                                          | Лето и дым                                | Номинация |
| Оскар          | 1963 | Лучшая женская роль                                                          | Сладкоголосая птица юности                | Номинация |
| Оскар          | 1967 | Лучшая женская роль второго плана                                            | Ты теперь большой мальчик                 | Номинация |
| Оскар          | 1973 | Лучшая женская роль второго плана                                            | Пит и Тилли                               | Номинация |
| Оскар          | 1979 | Лучшая женская роль                                                          | Интерьеры                                 | Номинация |
| Оскар          | 1985 | Лучшая женская роль второго плана                                            | Крёстный отец Гринвич Виллидж             | Номинация |
| Оскар          | 1986 | Лучшая женская роль                                                          | Поездка в Баунтифул                       | Победа    |
| BAFTA          | 1963 | Лучшая женская роль                                                          | Сладкоголосая птица юности                | Номинация |
| BAFTA          | 1979 | Лучшая женская роль второго плана                                            | Интерьеры                                 | Победа    |
| Золотой глобус | 1962 | Лучшая женская роль в драме                                                  | Лето и дым                                | Победа    |
| Золотой глобус | 1963 | Лучшая женская роль в драме                                                  | Сладкоголосая птица юности                | Победа    |
| Золотой глобус | 1964 | Лучшая женская роль в драме                                                  | Игрушки на чердаке                        | Номинация |
| Золотой глобус | 1965 | Лучшая женская роль в драме                                                  | Дорогое сердце                            | Номинация |
| Золотой глобус | 1967 | Лучшая женская роль второго плана                                            | Ты теперь большой мальчик                 | Номинация |
| Золотой глобус | 1973 | Лучшая женская роль второго плана                                            | Пит и Тилли                               | Номинация |
| Золотой глобус | 1979 | Лучшая женская роль в драме                                                  | Интерьеры                                 | Номинация |
| Золотой глобус | 1986 | Лучшая женская роль в драме                                                  | Поездка в Баунтифул                       | Номинация |
| Золотой глобус | 1987 | Лучшая женская роль второго плана в мини-сериале, телесериале или телефильме | Нацистский охотник: История Бит Кларсфелд | Номинация |
| Эмми           | 1959 | Лучшая женская роль в мини-сериале или фильме                                | Старик                                    | Номинация |
| Эмми           | 1967 | Лучшая женская роль в мини-сериале или фильме                                | Воспоминания об одном Рождестве           | Победа    |
| Эмми           | 1969 | Лучшая женская роль в мини-сериале или фильме                                | Гость на празднике                        | Победа    |
| Тони           | 1960 | Лучшая женская роль в пьесе                                                  | Сладкоголосая птица юности                | Номинация |
| Тони           | 1975 | Лучшая женская роль второго плана в пьесе                                    | Убийственный и неповторимый               | Номинация |
| Тони           | 1982 | Лучшая женская роль в пьесе                                                  | Агнесса божья                             | Номинация |
| Тони           | 1987 | Лучшая женская роль в пьесе                                                  | Весёлое привидение                        | Номинация |